# 貢薩洛莫雷諾港
貢薩洛莫雷諾港（西班牙語：Puerto Gonzalo Moreno），是玻利維亞北部潘多省马德雷德迪奥斯县的市鎮，并为该县的县府所在地。處於貝尼河左岸，海拔高度139米，每年平均降雨量約1,300毫米，2012年人口数量为1,839人。
11°04′S 66°11′W / 11.067°S 66.183°W